# Ariel Riani
Ariel Elio Riani Xavier de Mello (Artigas, 12 de octubre de 1926 - 30 de marzo de 2019) fue un político uruguayo perteneciente al Partido Colorado.

## Biografía
Durante la presidencia de Jorge Pacheco Areco se desempeñó como jefe de policía del departamento de Artigas. En un ambiente político cargado de tensiones y extremismos, mandó apresar al intendente de la época, Atilio Ferrandís.
Apodado por su pueblo y sus partidarios como Pololo Riani, se ganó la simpatía de la población de artigas.
En 1989 fue elegido Intendente de su departamento por su sector Unión Colorada y Batllista, para el periodo 1990-1994.
Fue además miembro del Directorio de UTE en 2000-2004.
En 2008 Riani se alineó con la precandidatura de Pedro Bordaberry en el movimiento Vamos Uruguay.
Riani se dedicaba a la explotación minera de piedras semipreciosas: ágatas y amatistas.